# Acty Shiodome
L'Acty Shiodome (アクティ汐留?, Akuti Shiodome), noto anche come La Tour Shiodome, è un grattacielo ad uso residenziale che sorge nell'area di Shiodome a Minato, Tokyo, in Giappone. Inaugurato nel 2004, con i suoi 190 m d'altezza rappresenta il più alto edificio residenziale del paese nipponico.

## Caratteristiche
L'Acty Shiodome è un grattacielo ad uso residenziale di 56 piani alto 190,3 m, che ne fa il più alto edificio del suo genere in Giappone. La struttura è di proprietà della Urban Development Corporation, compagnia sussidiaria della Urban Renaissance Agency. Il progetto fu affidato a una joint venture di quattro compagnie, quali Takenaka Corporation, Sumitomo Mutsui Construction, Ando Corporation e Toshi Kiban Seibi Kodan. La sua costruzione iniziò nell'aprile del 2000 e terminò nel febbraio 2004.
L'edificio consta di un totale di 768 appartamenti, di cui 683, compresi tra il 3º e il 44º piano, sono destinati all'affitto. I restanti 85 appartamenti sono invece destinati ad uso privato. Il nome alternativo La Tour Shiodome deriva in realtà degli appartamenti di lusso che si trovano nei piani superiori. I primi due piani ospitano negozi, un asilo e una clinica.
La struttura sorge su un'area totale di 1,17 ettari e nelle sue vicinanze si trovano due parchi (il giardino di Hamarikyū a nord-est e quello di Kyū Shiba Rikyū a sud), il complesso commerciale Shiodome City Center e il mercato ittico di Tsukiji. La linea Yokosuka della JR transita ai piedi dell'edificio, mentre ad ovest e a sud passa la linea Yurikamome e ad est la Shuto Expressway.